# 夏威夷-阿留申時區
夏威夷－阿留申時區（英語：Hawaii–Aleutian Time Zone）採用的是夏威夷－阿留申標準時間（Hawaii–Aleutian Standard Time，簡稱），是將協調世界時減掉10小時（UTC-10）後所得的時間。本時區的時鐘時間，來自格林尼治以西150經度的平太陽日。
這個時區的命名取自兩個地區，包括夏威夷和阿拉斯加阿留申群島西經169.5度以西的島嶼。阿拉斯加這部分採用日光節約時（UTC-9），夏威夷則全年使用標準時間。
1900年至1947年之間，夏威夷的標準時間是將格林尼治標準時間（GMT）減10小時半。
法屬玻里尼西亞的主要區域和庫克群島均使用同一標準時，也不使用日光節約時。

## 主要都會區
- 檀香山市郡

## 外部連結
- HST - 夏威夷－阿留申標準時間 （页面存档备份，存于）
- HDT - 夏威夷－阿留申日光節約時間 （页面存档备份，存于）
- 採用夏威夷－阿留申時區的官方美國時間（夏威夷）
- 採用夏威夷－阿留申時區的官方美國時間（阿留申群島）